# Nilmar Janbu
Nilmar Oskar Charles Janbu (* 23. August 1921 in Nordre Bjørnsund auf Bjørnsund in Fræna (Norwegen); † 4. Januar 2013 in Trondheim) war ein norwegischer Bauingenieur und ein Pionier der Bodenmechanik. Janbu war Professor für Geotechnik an der Norwegischen Technischen Hochschule in Trondheim (NTH).
Janbu studierte nach dem Abitur 1941 Architektur und dann Bauingenieurwesen an der NTH und machte 1947 sein Bauingenieurs-Diplom. Danach war er Assistent am Institut für Statik, bevor er 1948 mit einem Stipendium an die Harvard University zu den damals führenden Bodenmechanikern Arthur Casagrande und Karl von Terzaghi ging. Er erwarb 1949 den Master-Abschluss und begann dann an seiner Doktorarbeit in Harvard zu schreiben, die 1954 verteidigt wurde. In ihr behandelte er eine über das Gleitkreisverfahren hinausgehende Methode zum Nachweis der Böschungsstabilität, die auch allgemeinere Gleitkurven als Kreise und Geraden zu behandeln gestattet, eine seiner bekanntesten Arbeiten. Da das Stipendium ausgelaufen war, ging er noch vor Beendigung der Dissertation zurück nach Oslo, wo er zuerst bei einer Baufirma und dann ab 1952 am neu gegründeten Geotechnischen Institut (geleitet von Laurits Bjerrum) arbeitete. Er leitete dessen Ableger und Labor in Trondheim. Ab 1961 war er Professor für Geotechnik an der NTH in Trondheim. Er hielt Gastvorlesungen an zahlreichen Universitäten weltweit. Zu seinen Bauprojekten gehört der Flughafen Kansai in Japan und der Gardermoen Flughafen in Oslo.
1985 war er Rankine Lecturer. Er war Ehrenmitglied der Norwegischen Geotechnischen Gesellschaft (deren Laurits-Bjerrum-Preis er erhielt), Mitglied der Norwegischen Akademie für Technikwissenschaften und der Norwegischen Akademie der Wissenschaften. Er erhielt den Austen B. Mason Preis der Universität Harvard.
Von ihm stammen über 130 wissenschaftliche Veröffentlichungen und er bildete in Trondheim zahlreiche Geotechniker aus.

## Schriften
- Grunnlag i geoteknikk (Grundlagen der Geotechnik, norwegisch), Tapir, Trondheim 1970
- Slope stability computations, in: R. Hirschfeld u. a. (Herausgeber): Embankment dam engineering. Casagrande Volume, New York 1973, S. 47–86
- mit Laurits Bjerrum, Bjørn Kjærnsli: Veiledning ved Løsning av Fundamenteringsoppgaver (Leitfaden für praktische Lösungen im Grundbau), NGI Publication Nr. 16, 1956
- Slope stability computations, in: R. Hirschfeld (Herausgeber): The Embankment Dam Engineering, New York 1973, S. 47–86
- Sediment deformations. A classical approach to stress-strain-time behaviour of granular media as developed at NTH over a 50 year period, Trondheim 1998.